# Diocèse de Sarh
Le diocèse de Sarh (en latin : Dioecesis Sarhensis), au Tchad, épouse les limites des régions du Moyen-Chari et du Mandoul.

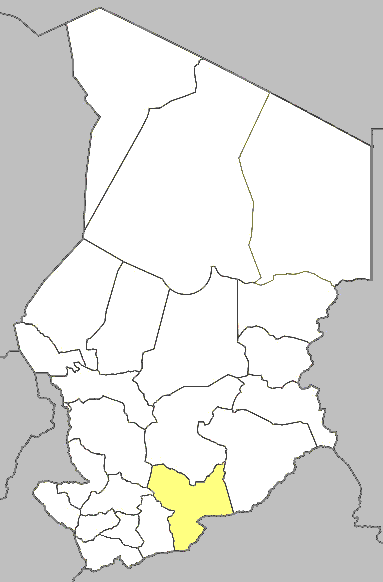
Carte du diocèse de Sarh

## Historique
Le diocèse de Fort-Archambault a été érigé le 22 décembre 1961 (territoire pris sur le diocèse de Fort-Lamy). Il a changé de nom le 22 août 1972 et est devenu le diocèse de Sarh. Il a perdu une partie de son territoire le 1er décembre 2001 avec l'érection de la préfecture apostolique de Mongo.

## Situation actuelle
- Évêque : Miguel Ángel Sebastián Martínez (depuis Octobre 2018)
- Nombre de paroisses : xx (2002)
- Nombre de catholiques : 67 806 (sur 747 741) soit 9.1 % (2002)
- Siège: Cathédrale Notre Dame de l’Immaculée Conception